# Alfred III zu Windisch-Grätz
Alfred August Karl Maria Wolfgang Erwin, furst von Windisch-Grätz, född den 31 oktober 1851 i Prag, död den 23 november 1927 i Tachau, var en östrrikisk politiker, son till Alfred II zu Windisch-Grätz, kusin till Ludwig zu Windisch-Grätz.
Windisch-Grätz blev 1876, vid faderns död, ärftlig medlem av herrehuset, president där 1897, 1883 ledamot av
böhmiska lantdagen och av Reichsgericht. Han trädde den 11 november 1893, efter Taaffe, i spetsen för en koalitionsministär (tyskspråkiga vänstergrupperna, Hohenwartklubben och polackerna), men avgick med hela kabinettet den 18 juni 1895 (på grund av att koalitionen upplöste sig), innan han hunnit genomföra sin huvuduppgift, en reform av sättet för valen till deputeradekammaren.